# Estação de Brandon
A Estação de Brandon é a estação ferroviária que serve a  cidade de com o mesmo nome, no condado de Suffolk, Inglaterra.